# Wuustwezel FC (vrouwen)
Wuustwezel FC is een Belgische voetbalclub uit Wuustwezel, die ook met een aantal vrouwenploegen in competitie komt. Tot 2014 was deze vrouwensectie nog actief als Achterbroek VV. Vanaf het seizoen 2017-18 komt Wuustwezel uit in Eerste klasse.

## Geschiedenis
In Achterbroek sloot mannenvoetbalclub Achterbroek VV zich in 1949 bij de Belgische Voetbalbond aan en bleef er de rest van de eeuw in de provinciale reeksen spelen. Later in de eeuw werd binnen de club ook een vrouwenafdeling actief, die eerst in de provinciale reeksen speelde.
In 2006 werd Achterbroek kampioen in Derde klasse en steeg het naar Tweede klasse. Ook daar kon men zich goed handhaven. Het verblijf op dat niveau duurde vijf jaar: in 2011 eindigde Achterbroek vierde, na kampioen KSK Heist en de B-elftallen van Standard Fémina de Liège en RSC Anderlecht. De B-elftallen konden niet promoveren en Achterbroek mocht naar de eindronde tegen eersteklasser Miecroob Veltem. Achterbroek wist die eindronde te winnen en promoveerde zo voor het eerst naar Eerste Klasse. 
Ook in het seizoen 2012-13 speelde de club in Eerste Klasse, al was die vanaf dat seizoen door de invoering van de Women's BeNe League niet meer het allerhoogste niveau. Achterbroek werd dat seizoen bovendien allerlaatste en zakte zo weer naar Tweede Klasse. 
In het seizoen 2013-14 bleek het verschil in visie tussen mannen- en vrouwenafdeling echter onoverbrugbaar, waarop de damesafdeling naar Wuustwezel FC trok en daar verder speelde onder stamnummer 358. Vier jaar lang bleef Wuustwezel in Tweede klasse, maar op 1 april 2017 verzekerde de club zich middels een overwinning op eerste achtervolger KV Mechelen Dames van de promotie naar Eerste klasse.
Na 2 jaar terug in Tweede klasse, promoveerde de club opnieuw naar Eerste klasse waar ze 3 jaar meedraaide.

In 2023 verliet de club de Nationale afdelingen en startte het seizoen 2023/24 in Eerste provinciale.

## Resultaten

### Erelijst
- Tweede klasse (1x): 2017
- Derde klasse (1x): 2006

### Seizoenen A-ploeg
| Seizoen | Reeks                        | Niveau | Plaats | Punten | Beker        | Opmerkingen                   |
| ------- | ---------------------------- | ------ | ------ | ------ | ------------ | ----------------------------- |
| 2014/15 | Tweede klasse                | 3      | 7      | 35     | Tweede ronde | Eerste seizoen als Wuustwezel |
| 2015/16 | Tweede klasse                | 3      | 5      | 39     | ?            |                               |
| 2016/17 | Tweede klasse B              | 3      | 1      | 65     | Derde ronde  |                               |
| 2017/18 | Eerste klasse                | 2      | 13     | 21     | 1/16 finale  |                               |
| 2018/19 | Tweede klasse A              | 3      | 2      | 64     | Derde ronde  |                               |
| 2019/20 | Tweede klasse A              | 3      | 2      | 43     | 1/8 finale   | Promotie                      |
| 2020/21 | Eerste klasse                | 2      | -      | -      | -            | competitie en beker geschrapt |
| 2021/22 | Eerste klasse                | 2      | 8      | 38     | 1/16 finale  |                               |
| 2022/23 | Eerste klasse                | 2      | 13     | 31     | 1/16 finale  |                               |
| 2023/24 | Eerste Provinciale Antwerpen | 4      | 8      | 34     |              |                               |
| 2024/25 | Eerste Provinciale Antwerpen | 4      | 7      | 36     |              |                               |
| 2025/26 | Eerste Provinciale Antwerpen | 4      |        |        |              |                               |